# Смоленский приказ
Смоленский приказ (Приказ княжества Смоленского) — орган управления Московского государства по управлению Смоленским регионом.
Возник после ликвидации приказа Великого княжества Литовского как Смоленский стол Посольского приказа в 1667 г., затем был в составе Новгородской и Устюжской четей, также находившихся под руководством судей Посольского приказа. В октябре 1672 г. стол был перенесен в Стрелецкий приказ; в январе 1673 г. получил статус отдельного Приказа княжества Смоленского, оставаясь до 1680 г. под руководством судей Стрелецкого приказа. С 15 февраля 1680 года до 1710 года Смоленский приказ управлялся Посольским приказом.
Гаврила Успенский предполагает, что приказ был создан в 1655 году. В записных книгах упоминается с 1671 года.
В ведении приказа были назначение и смена городовой воеводской администрации, шляхта, рейтары, стрельцы и посадские люди Смоленщины. Смоленский приказ ведал городами: Смоленск, Бельск, Велиж, Дорогобуж, Красный, Рославль и Себеж.
Большая часть дел Смоленского приказа была отправлена в Смоленскую губернию по указу 1710 года.